# Iowa Wild
Iowa Wild je profesionální americký klub ledního hokeje, který sídlí v Des Moines ve státě Iowa. Do AHL vstoupil v ročníku 2013/14 a hraje v Centrální divizi v rámci Západní konference. Své domácí zápasy odehrává v hale Wells Fargo Arena s kapacitou 15 181 diváků. Klubové barvy jsou lesní zelená, metalická červená, zlatá a bílá.
Klub v soutěži nahradil celek Houston Aeros a bude místo něj vykonávat funkci farmy mužstva NHL Minnesota Wild. Ve stejné aréně jako Iowa Wild působil v letech 2005–2009 klub Iowa Stars, který v poslední sezoně nesl název Iowa Chops. Majoritním majitelem klubu je společnost Minnesota Sports and Entertainment, dalšími podílníky jsou podnikatelé Chuck Watson a Nick Sheppard.
Premiérovým utkáním Wild byl 12. října 2013 domácí zápas proti Oklahoma City Barons (2:4).

## Umístění v jednotlivých sezonách
Stručný přehled
Zdroj:
- 2013–2015: American Hockey League (Středozápadní divize)
- 2015– : American Hockey League (Centrální divize)

Jednotlivé ročníky
Zdroj:
Legenda: Z - zápasy, V - výhry, P - porážky, PP - porážky v prodloužení či na samostatné nájezdy, VG - vstřelené góly, OG - obdržené góly, B - body
| USA / Kanada (2013 – ) |                            |        |    |    |    |    |     |     |    |        |
| Sezóny                 | Liga                       | Úroveň | Z  | V  | PP | P  | VG  | OG  | B  | Pozice |
| 2013/14                | AHL (Středozápadní divize) | 2      | 76 | 27 | 13 | 36 | 169 | 235 | 67 | 5.     |
| 2014/15                | AHL (Středozápadní divize) | 2      | 76 | 23 | 4  | 49 | 172 | 245 | 50 | 5.     |
| 2015/16                | AHL (Centrální divize)     | 2      | 76 | 24 | 11 | 41 | 169 | 225 | 59 | 8.     |
| 2016/17                | AHL (Centrální divize)     | 2      | 76 | 36 | 8  | 31 | 182 | 196 | 81 | 6.     |
| 2017/18                | AHL (Centrální divize)     | 2      | 76 | 33 | 16 | 27 | 232 | 246 | 82 | 5.     |
| 2018/19                | AHL (Centrální divize)     | 2      | 76 | 37 | 13 | 26 | 242 | 230 | 87 | 3.     |
| 2019/20                | AHL (Centrální divize)     | 2      | 63 | 37 | 8  | 18 | 194 | 171 | 82 | 2.     |
| 2020/21                | AHL (Centrální divize)     | 2      | 34 | 17 | 4  | 13 | 107 | 113 | 38 | 4.     |
| 2021/22                | AHL (Centrální divize)     | 2      | 72 | 32 | 9  | 31 | 202 | 209 | 73 | 6.     |
| 2022/23                | AHL (Centrální divize)     | 2      | 72 | 34 | 11 | 27 | 211 | 211 | 79 | 4.     |
| 2023/24                | AHL (Centrální divize)     | 2      | 72 | 27 | 8  | 37 | 184 | 245 | 62 | 6.     |
| 2024/25                | AHL (Centrální divize)     | 2      | 72 | 27 | 8  | 37 | 201 | 251 | 62 | 6.     |

### Play-off
| Sezona  | Předkolo                                      | 1. kolo                                       | 2. kolo                                       | Finále konference                             | Finále Calder Cupu                            |
| ------- | --------------------------------------------- | --------------------------------------------- | --------------------------------------------- | --------------------------------------------- | --------------------------------------------- |
| 2013/14 | mužstvo se nekvalifikovalo                    | mužstvo se nekvalifikovalo                    | mužstvo se nekvalifikovalo                    | mužstvo se nekvalifikovalo                    | mužstvo se nekvalifikovalo                    |
| 2014/15 | mužstvo se nekvalifikovalo                    | mužstvo se nekvalifikovalo                    | mužstvo se nekvalifikovalo                    | mužstvo se nekvalifikovalo                    | mužstvo se nekvalifikovalo                    |
| 2015/16 | mužstvo se nekvalifikovalo                    | mužstvo se nekvalifikovalo                    | mužstvo se nekvalifikovalo                    | mužstvo se nekvalifikovalo                    | mužstvo se nekvalifikovalo                    |
| 2016/17 | mužstvo se nekvalifikovalo                    | mužstvo se nekvalifikovalo                    | mužstvo se nekvalifikovalo                    | mužstvo se nekvalifikovalo                    | mužstvo se nekvalifikovalo                    |
| 2017/18 | mužstvo se nekvalifikovalo                    | mužstvo se nekvalifikovalo                    | mužstvo se nekvalifikovalo                    | mužstvo se nekvalifikovalo                    | mužstvo se nekvalifikovalo                    |
| 2018/19 | —                                             | postup, 3—2, Milwaukee                        | porážka, 2—4, Chicago                         | —                                             | —                                             |
| 2019/20 | sezona nedohrána kvůli pandemii koronaviru    | sezona nedohrána kvůli pandemii koronaviru    | sezona nedohrána kvůli pandemii koronaviru    | sezona nedohrána kvůli pandemii koronaviru    | sezona nedohrána kvůli pandemii koronaviru    |
| 2020/21 | playoff se nekonalo kvůli pandemii koronaviru | playoff se nekonalo kvůli pandemii koronaviru | playoff se nekonalo kvůli pandemii koronaviru | playoff se nekonalo kvůli pandemii koronaviru | playoff se nekonalo kvůli pandemii koronaviru |
| 2021/22 | mužstvo se nekvalifikovalo                    | mužstvo se nekvalifikovalo                    | mužstvo se nekvalifikovalo                    | mužstvo se nekvalifikovalo                    | mužstvo se nekvalifikovalo                    |
| 2022/23 | porážka, 0–2, Rockford                        | —                                             | —                                             | —                                             | —                                             |
| 2023/24 | mužstvo se nekvalifikovalo                    | mužstvo se nekvalifikovalo                    | mužstvo se nekvalifikovalo                    | mužstvo se nekvalifikovalo                    | mužstvo se nekvalifikovalo                    |
| 2024/25 | mužstvo se nekvalifikovalo                    | mužstvo se nekvalifikovalo                    | mužstvo se nekvalifikovalo                    | mužstvo se nekvalifikovalo                    | mužstvo se nekvalifikovalo                    |

## Klubové rekordy

### Za sezonu
Góly: 39, Gerald Mayhew (2019/20)
Asistence: 51, Cal O'Reilly (2018/19)
Body: 70, Sam Anas, (2019/20)
Trestné minuty: 137, Kurtis Gabriel (2015/16) a Michael Liambas (2018/19)
Čistá konta: 7, Kaapo Kähkönen (2019/20)
Vychytaná vítězství: 25, Kaapo Kähkönen (2019/20)

### Celkové
Góly: 88, Gerald Mayhew
Asistence: 125, Sam Anas
Body: 197, Sam Anas
Trestné minuty: 388, Kurtis Gabriel
Čistá konta: 13, Kaapo Kähkönen
Vychytaná vítězství: 42, Kaapo Kähkönen
Odehrané zápasy: 319, Colton Beck